# Pavao III. Zrinski
Pavao III. Zrinski (? – Udbina, 9. rujna 1493.), hrvatski velikaš iz obitelji knezova Zrinskih. Bio je sin kneza Petra II. Zrinskog i njegove prve žene Sofije. Poginuo je zajedno s ocem u bitci na Krbavskom polju u borbi protiv Osmanlija predvođenih Jakub-pašom.
Bio je vjenčan s Dorotejom Berislavić Grabarskom s kojom je imao sina Mihajla († 1526.) koji je poginuo u bitci na Mohačkom polju. Godine 1490. založio je kompletan pounjski posjed ženinom rođaku, vranskom prioru Bartolu Berislaviću Grabarskom, zbog sukoba s ocem i polubratom Nikolom III. Godine 1492. pokušali su Pavao III. i njegov otac Petar II. ostvariti svoje potraživanje na grad Slunj, kako bi podijelili posjede između dvojice braće, Pavla III. i Nikole III., ali njihov pokušaj nije uspio. Budući da je sljedeće godine Pavao III. poginuo u bitci protiv Osmanlija, to pitanje je poslije izgubilo na važnosti.